# Сыробаба-Сыроватский, Яков
Яков Серобаба-Сыроватский (укр. Яків Сіробаба-Сироватський) (1890-е годы — 1922) — украинский повстанческий атаман, участник анархистского движения в Донбассе, командир одного из отрядов Революционно-повстанческой армии Украины (махновцев).

## Биография
Родился в окрестностях Славянска, по другим сведениям — в Черкасском. До революции работал батраком. Чем занимался в первые месяцы революции 1917 года — достоверно неизвестно.
Первое упоминание относится к периоду после Октябрьского переворота, когда он, как левый эсер, вошёл в состав Славянского революционного комитета и оставался его членом до начала 1918 года. После оккупации Донбасса немецкими войсками весной 1918 года ушёл в подполье.
В начале 1919 года возглавил повстанческий отряд в Северном Донбассе. В марте того же года отряд присоединился к Революционно-повстанческой армии Украины, где Серобаба стал командиром одного из подразделений. В этот период его уже называют анархистом-безмотивником.

## Участие в вооружённой борьбе
Осенью 1919 года участвовал в боях против белогвардейцев. В составе РПАУ была создана маневренная группа под его командованием численностью до 1000 бойцов, в которую входила и группа другого атамана — Каменева. 20 октября 1919 года группа совершила рейд в тыл добровольческой армии, действуя в районах Чаплино, Барвенково, Славянск.
После занятия Донбасса частями РККА в декабре 1919 — январе 1920 года, Серобаба покинул эти территории и воссоединился с махновскими отрядами.

## Пропагандистская и партизанская деятельность
В начале 1920 года его отряд был выведен из РПАУ и направлен в окрестности Славянска. Там он организовывал местные повстанческие отряды, распространял идеи анархо-коммунизма, выступал за самоуправление и уничтожение советских институтов насилия.
На момент подписания Старобельского соглашения в октябре 1920 года отряд Серобабы продолжал действовать в районе Изюма и Славянска. После занятия Барвенкового 10 октября части Серобабы снова влились в РПАУ, войдя в состав 3-й группы Забудько.
16 ноября 1920 года Серобаба получил мандат от Союза революционных повстанцев Украины (махновцев) на организацию подпольной повстанческой борьбы в Бахмутском уезде.
С декабря 1920 по февраль 1921 года участвовал во Втором зимнем рейде РПАУ, в ходе которого отряды уничтожали советские органы власти, разрушали тюрьмы и освобождали заключённых, вели агитацию за свободные советы, самоуправление и анархо-коммунизм.

## Последние годы борьбы
После завершения рейда Серобаба с Колесниченко отделились от основных сил и с отрядом из 300 бойцов ушли в Теплинский лес. В мае 1921 года, по данным советских источников, численность его отряда составляла около 150 человек. До октября 1921 года они продолжали партизанскую войну против большевиков.
После разгрома основного отряда Серобаба не прекратил вооружённую борьбу: остатки его сил совершали нападения на органы власти, милицию, поезда и станции.
Для его ликвидации был направлен милицейский отряд под командованием Головленко. В одном из боёв отряд Серобабы отступил в Лиманские леса, где 12 июня 1922 года он был настигнут и убит отрядом частей особого назначения (ЧОН) из Бахмута.
Согласно другой версии, осенью 1922 года сдался большевикам по амнистии. Дальнейшая судьба неизвестна.